# Diócesis de Ifakara
La diócesis de Ifakara (en latín: Dioecesis Ifakaren(sis), en inglés: Roman Catholic Diocese of Ifakara y en suajili: Jimbo Katoliki la Ifakara) es una circunscripción eclesiástica latina de la Iglesia católica en Tanzania, sufragánea de la arquidiócesis de Dar es-Salam. La diócesis tiene al obispo Salutaris Melchior Libena como su ordinario desde el 14 de enero de 2012. 

## Territorio y organización
La diócesis tiene 14 918 km² y extiende su jurisdicción sobre los fieles católicos de rito latino residentes en el distrito de Kilombero de la región de Morogoro.
La sede de la diócesis se encuentra en la ciudad de Ifakara, en donde se halla la Catedral de San Patricio.
En 2019 en la diócesis existían 23 parroquias.

## Historia
La diócesis fue erigida el 14 de enero de 2012 con la bula Nuper est petitum del papa Benedicto XVI, obteniendo el territorio de la diócesis de Mahenge.

## Estadísticas
De acuerdo al Anuario Pontificio 2020 la diócesis tenía a fines de 2019 un total de 331 315 fieles bautizados.
| Año                                                                             | Población            | Población | Población      | Sacerdotes | Sacerdotes    | Sacerdotes    | Bautizados por sacerdote | Diáconos permanentes | Religiosos | Religiosos | Parroquias |
| Año                                                                             | Bautizados católicos | Total     | % de católicos | Total      | Clero secular | Clero regular | Bautizados por sacerdote | Diáconos permanentes | Varones    | Mujeres    | Parroquias |
| ------------------------------------------------------------------------------- | -------------------- | --------- | -------------- | ---------- | ------------- | ------------- | ------------------------ | -------------------- | ---------- | ---------- | ---------- |
| 2012                                                                            | 287 800              | 322 779   | 88.9           | 62         | 42            | 20            | 4629                     |                      | 3          | 198        | 18         |
| 2013                                                                            | 305 740              | 436 772   | 70.0           | 46         | 24            | 22            | 6646                     |                      | 35         | 146        | 19         |
| 2016                                                                            | 326 304              | 407 880   | 80.0           | 50         | 22            | 28            | 6526                     |                      | 32         | 138        | 21         |
| 2019                                                                            | 331 315              | 428 085   | 77.4           | 49         | 25            | 24            | 6761                     |                      | 53         | 145        | 23         |
| Fuente: Catholic-Hierarchy, que a su vez toma los datos del Anuario Pontificio. |                      |           |                |            |               |               |                          |                      |            |            |            |

## Episcopologio
- Salutaris Melchior Libena, desde el 14 de enero de 2012